# Zinnoberroter Pustelpilz
Der Zinnoberrote Pustelpilz oder Rot-Pustelpilz (Nectria cinnabarina) ist ein Schlauchpilz aus der Ordnung der Krustenkugelpilzartigen (Hypocreales).

## Merkmale

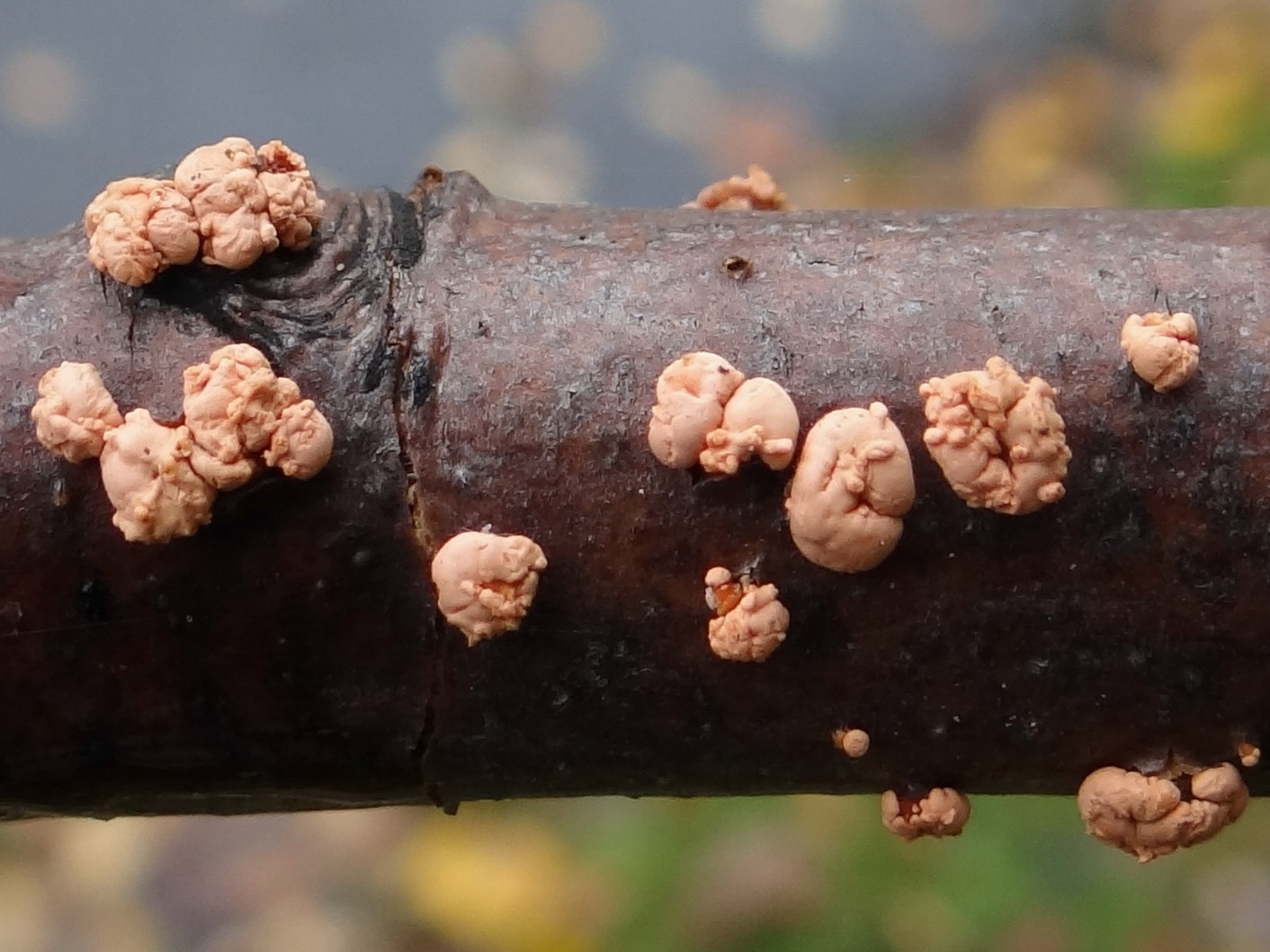
Die rosafarbene Nebenfruchtform des Zinnoberroten Pustelpilzes

### Makroskopische Merkmale
Der Zinnoberrote Pustelpilz ist ein kleiner, aber leicht kenntlicher Pilz. Seine Fruchtkörper erinnern an kleine Himbeeren. Sie bestehen aus mehreren zusammenstehenden, etwa 0,2–0,3 mm breiten Perithecien – der gesamte Fruchtkörper misst etwa 2 mm. Die Farbe variiert von zinnoberrot (Name!) bis dunkelrot. Oft bildet die Art auch eine Nebenfruchtform, die als rosa bis orange-rote, unförmige Pusteln erkennbar ist, sogenannte Sporodochien. Beide Formen können gleichzeitig auftreten.

### Mikroskopische Merkmale
Die zylindrisch-keuligen Schläuche messen 65–80 × 8–10 Mikrometer. Darin entwickeln sich farblose, glatte und einfach septierte Sporen. Sie sind leicht eingeschnürt und ähneln in der Form einer Sohle. Die Maße betragen in der Länge zwischen 15 und 25 und in der Breite zwischen 5 und 9 Mikrometer.
Die Konidien der Nebenfruchtform haben eine schmal elliptische bis zylindrische Form, sind gerade oder leicht gekrümmt sowie unseptiert. Sie werden 5,2–7 × 1,9–2,7 Mikrometer groß.

## Ökologie, Phänologie und Verbreitung
Der Zinnoberrote Pustelpilz wächst meist auf toten, noch berindeten Ästen. Er besitzt ein breites Wirtsspektrum und besiedelt vor allem Ahorne, Hainbuchen und Linden, aber auch Buchen, Felsenbirnen, Johannisbeeren, Robinien und Rosskastanien. Die Art wird als vorwiegend saprob angesehen, doch kann sie manchmal krebsartige Wucherungen an lebenden Bäumen und Sträuchern auslösen. Da Fungizide kaum Wirkung zeigen, werden nach Schnitten Wundverschlussmittel empfohlen.
Er ist das ganze Jahr über anzutreffen, die Hauptfruchtform besonders im Frühjahr.
Die Art ist weit verbreitet und kommt in Europa und Nordamerika vor.

## Systematik

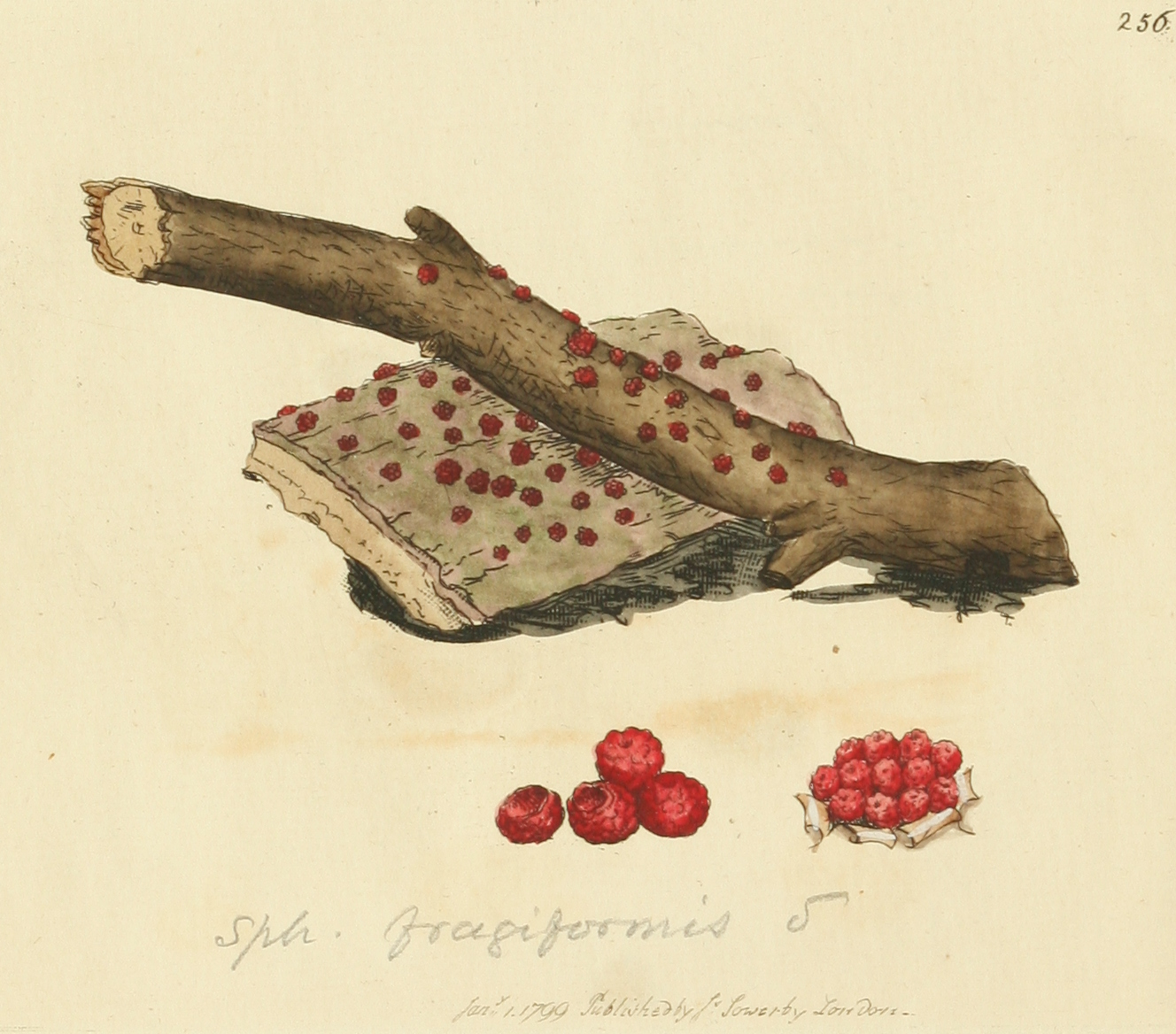
Bildtafel des Zinnoberroten Pustelpilzes aus James Sowerbys Coloured Figures of English Fungi or Mushrooms

Der Zinnoberrote Pustelpilz wurde 1791 von Tode als Sphaeria cinnabarina erstbeschrieben. Fries stellte ihn 1849 als Typusart in die neue Gattung Nectria. Die Nebenfruchtform wurde von Tode als eigene Art unter dem Namen Tubercularia vulgaris beschrieben. Erst Fries erkannte, dass es sich bei beiden um ein und dieselbe Art handelt. Über 20 verschiedene Varietäten und Formen wurden neben mehreren Synonymen beschrieben, unter anderem Nectria ribis auf Johannisbeere. Neueste molekularbiologische Studien haben die Aufteilung der Sammelart in vier Arten nahegelegt: Nach der neuen Einteilung zählen zu Nectria cinnabarina Exemplare mit lang gestielten Spordochien. Nectria asiatica wächst in Asien  und die Sporodochien sind nur kurz gestielt. Nectria dematiosa besitzt nur ein ungestieltes Sporodochium oder bildet gar keine Nebenfruchtform aus. Nectria nigrescens hat schließlich bis zu dreifach septierte Ascosporen.